# Kościół Narodzenia Najświętszej Maryi Panny w Małuszowie
Kościół Narodzenia Najświętszej Maryi Panny – rzymskokatolicki kościół parafialny należący do dekanatu Legnica Zachód diecezji legnickiej.

## Historia i architektura
Jest to budowla wzniesiona w końcu XV w., przebudowana w poł. XVIII w.,remontowana w 60. latach XX w. Orientowana, murowana, jednonawowa, z węższym prostokątnym w planie prezbiterium, zakrystią  i kruchtą od północy, z wieżą od zachodu ozdobioną schodkowymi szczytami, nakryta dwuspadowymi dachami. Nad nawą znajduje się płaski strop, nad zakrystią zaostrzona kolebka.

## Galeria

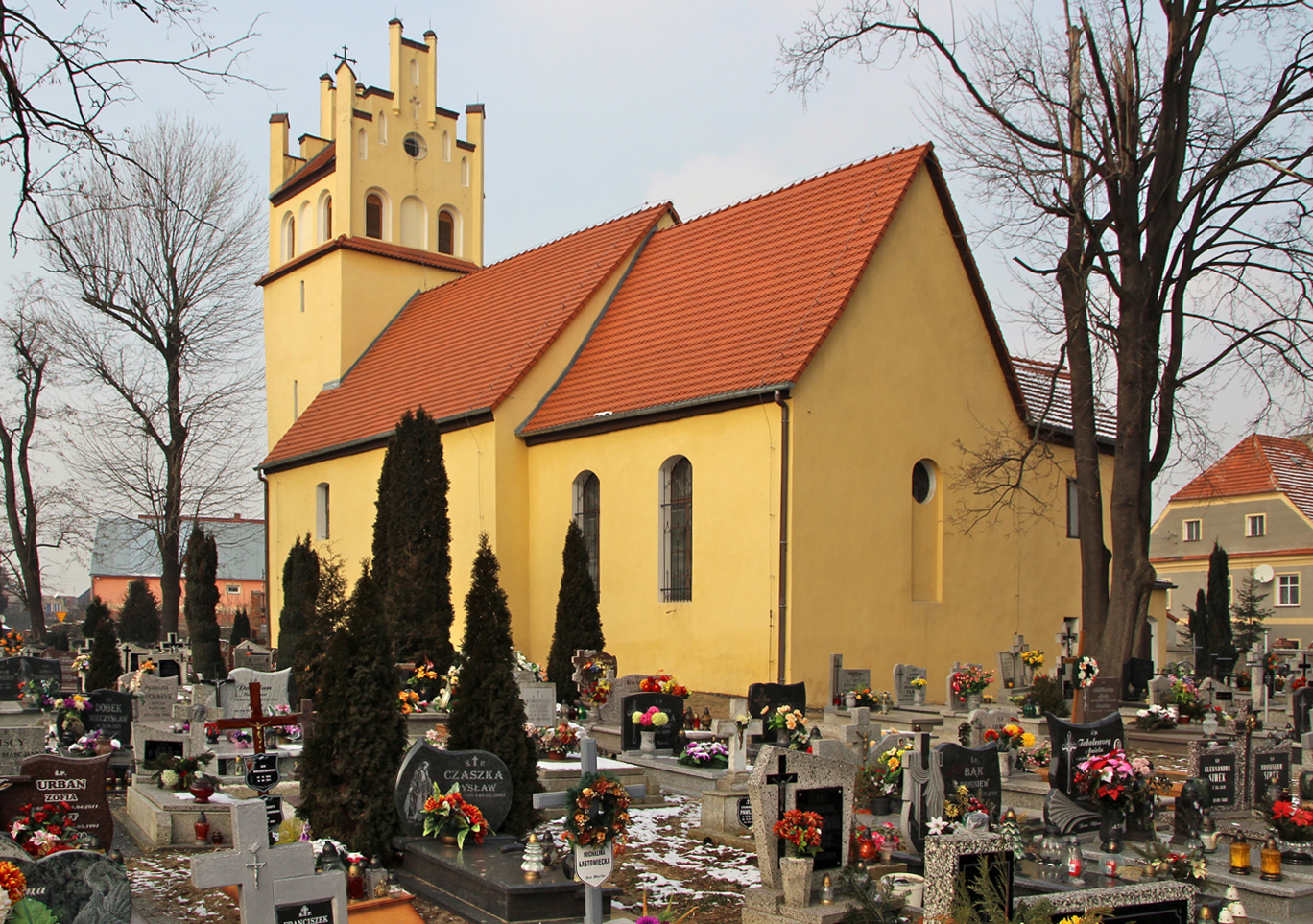
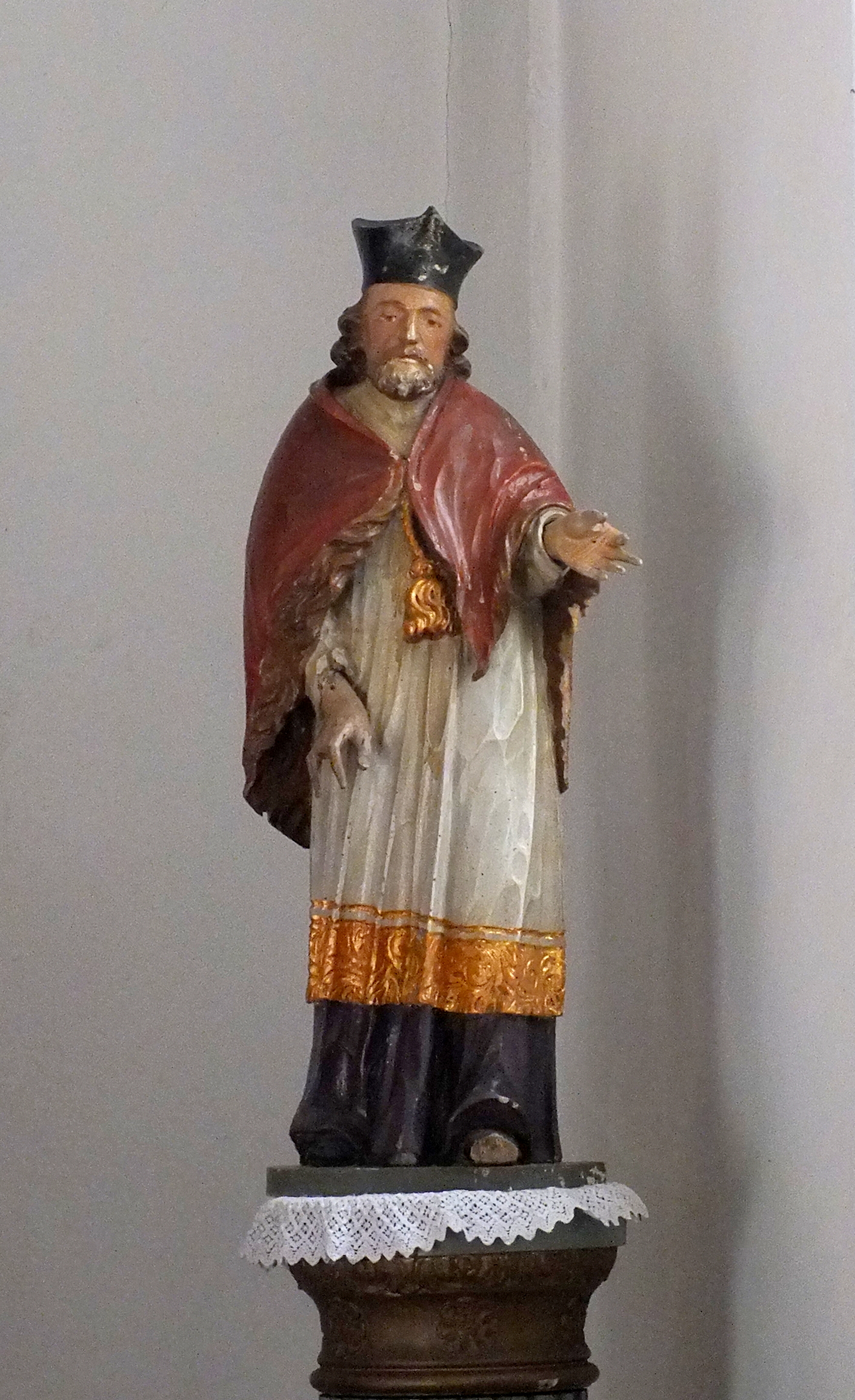
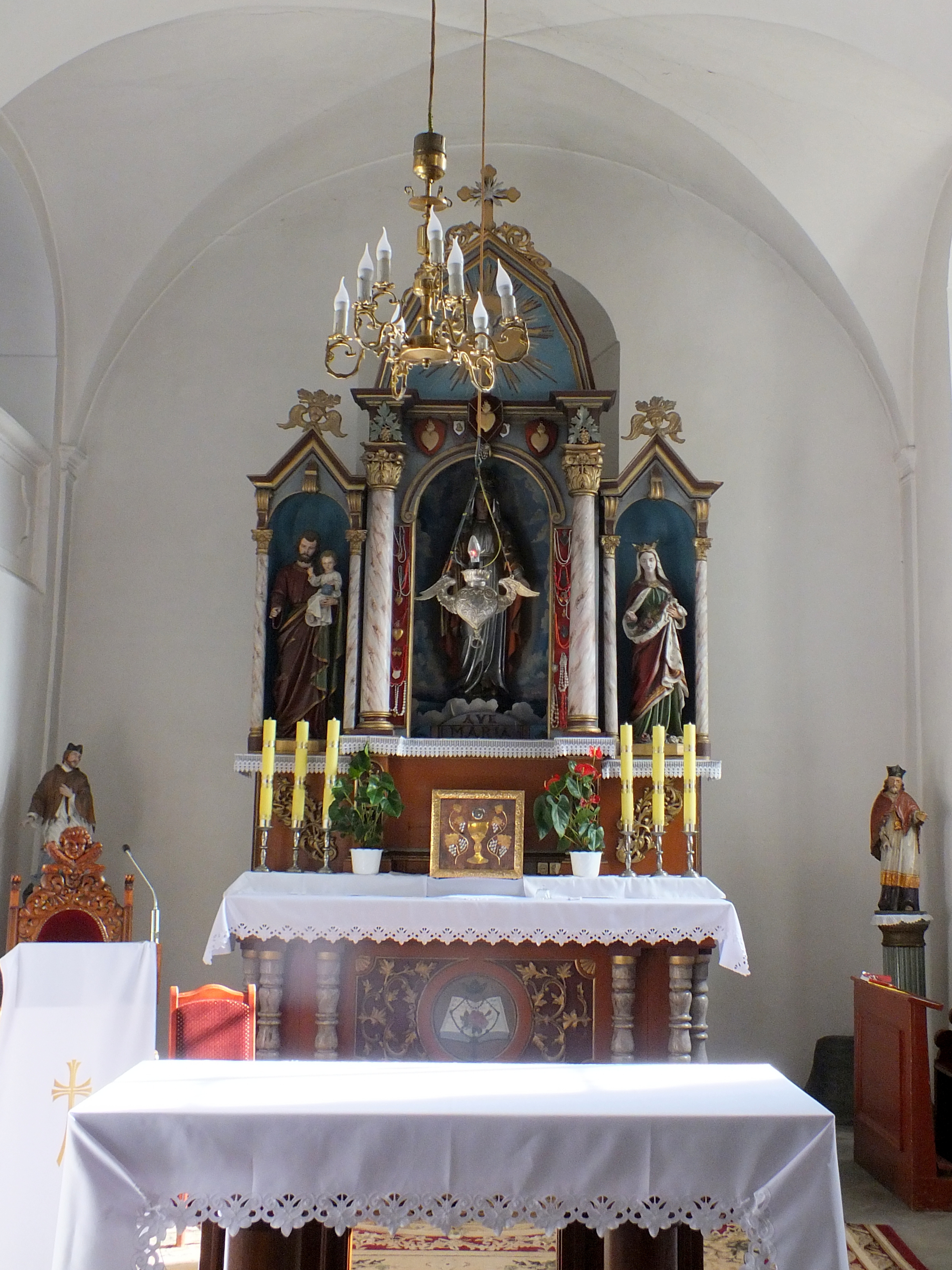
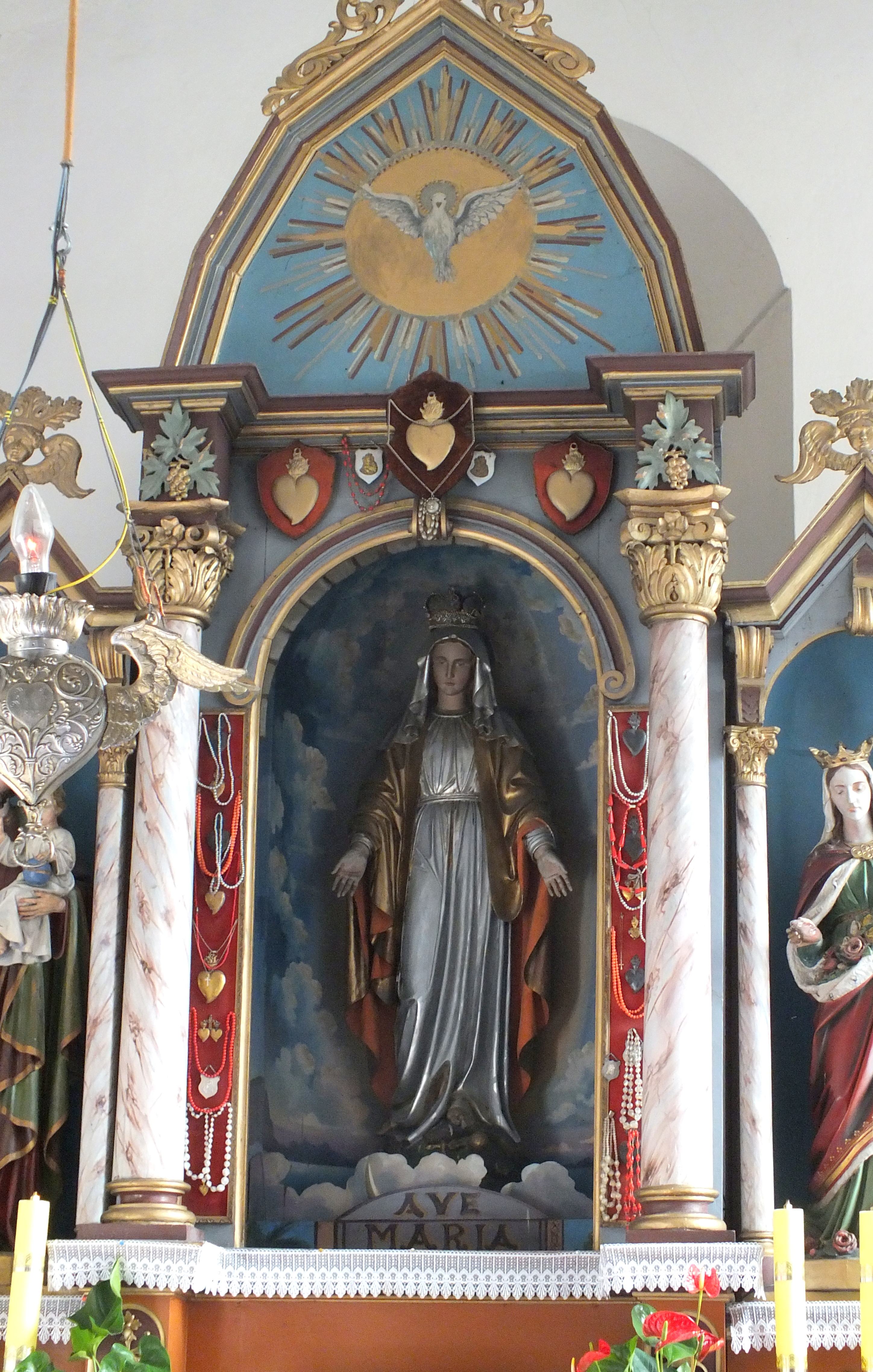
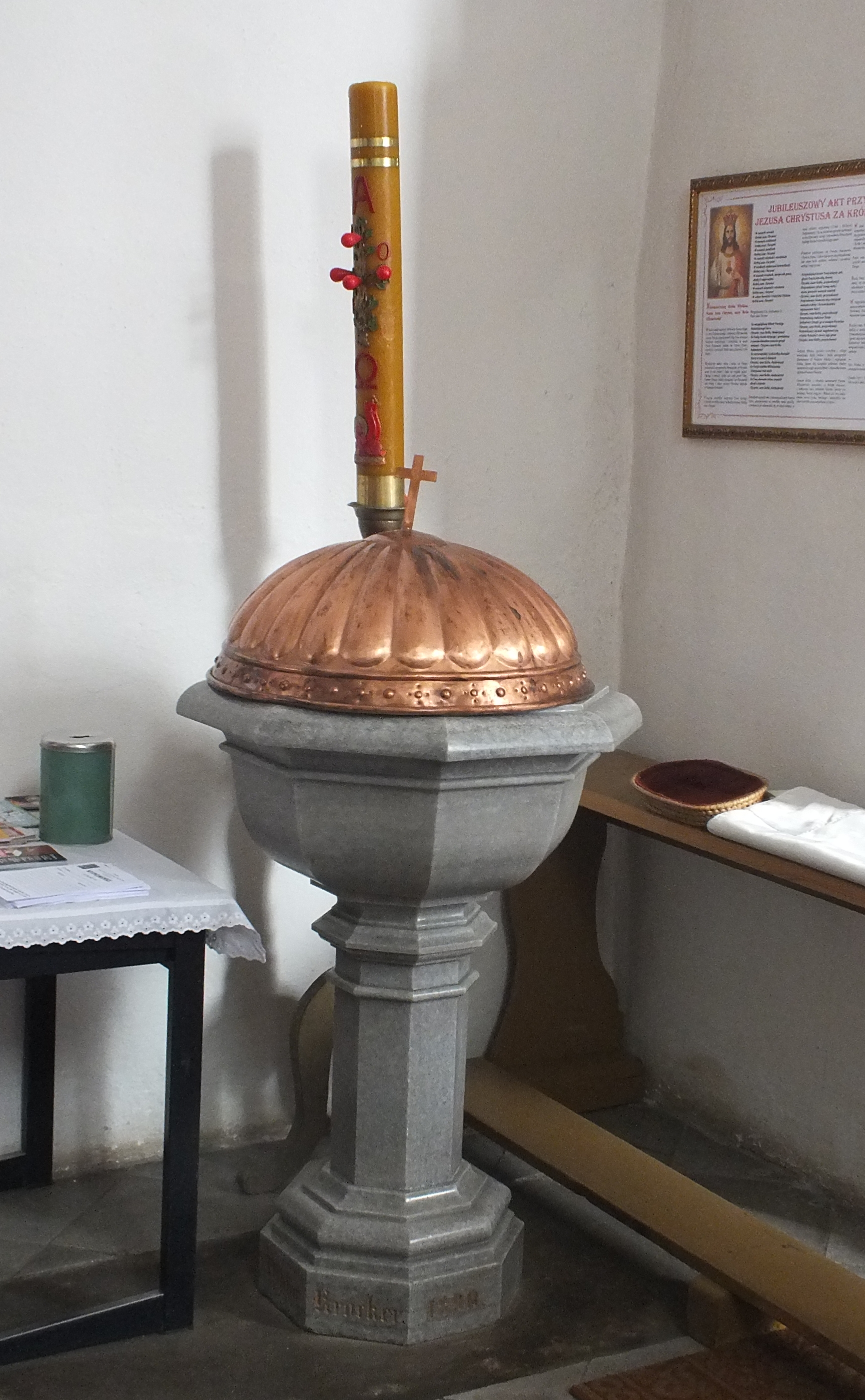
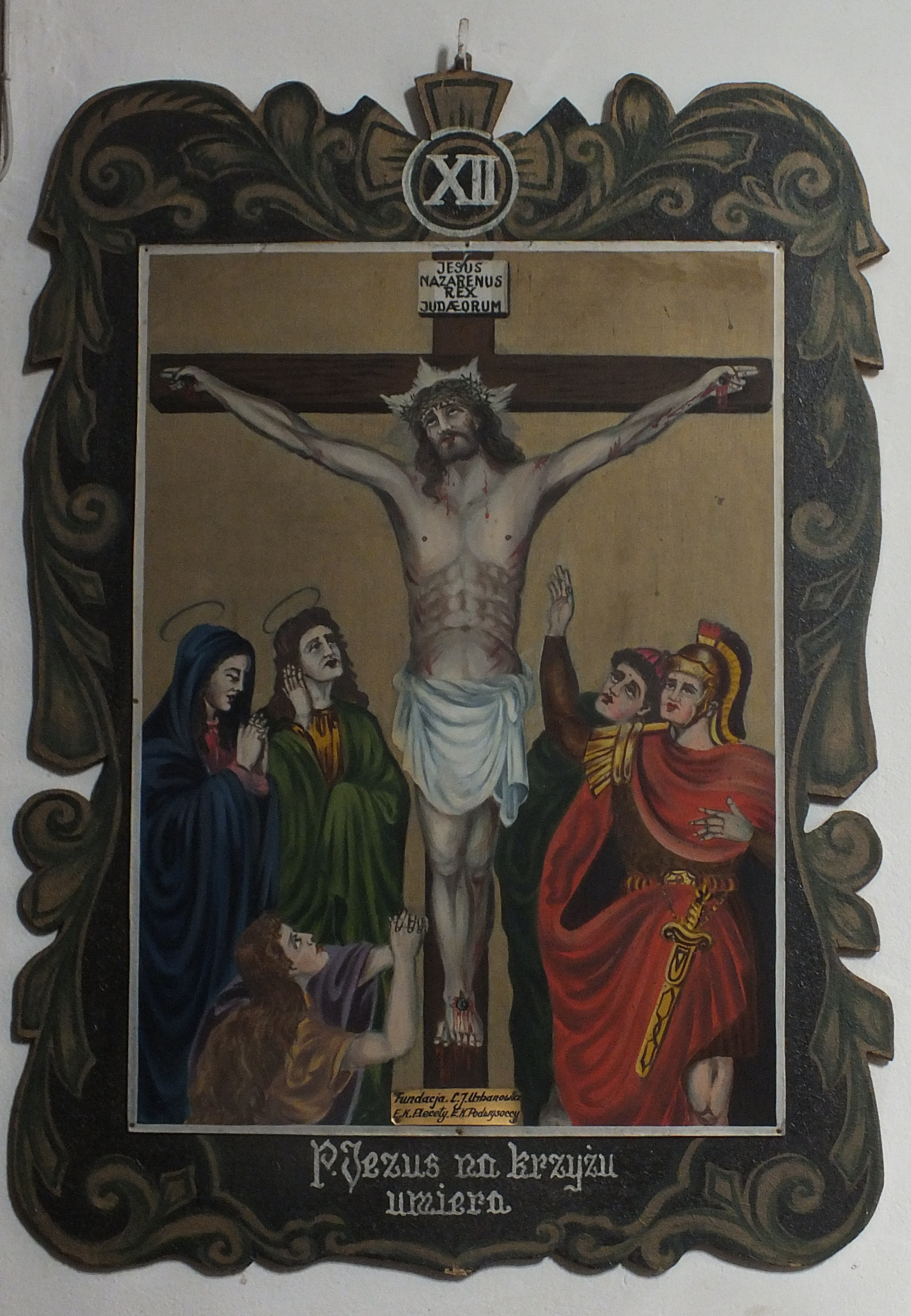